# Intercontinental Broadcasting Corporation
Intercontinental Broadcasting Corporation (IBC) és una companyia de mitjans de comunicació amb seu a les Filipines i una xarxa de televisió VHF del Govern Communications Group sota l'Oficina Presidencial d'Operacions de Comunicacions (PCOO). IBC TV, juntament amb les companyies de mitjans germans People's Television Network i Philippine Broadcasting Service, formen el braç mediàtic del PCOO. Els seus estudis, oficines i instal·lacions de difusió es troben a IBC TV Compound a Diliman, Ciutat Quezon, mentre que el seu transmissor analògic es troba a l'avinguda Roosevelt, també a la ciutat Quezon, a prop de l'oficina comercial de Coca-Cola Beverages Philippines.